# Mario González Salas
Mario González Salas (Torrelavega, Cantabria, 6 de junio de 1992) es un ciclista español.

## Palmarés
2018
- 1 etapa del Gran Premio Internacional de Fronteras y la Sierra de la Estrella
- Gran Premio Nacional 2 de Portugal[3]